# Liste des gouverneurs actuels des provinces du Zimbabwe
 (août 2023).
Cette page dresse la liste des gouverneurs actuels des 10 provinces du Zimbabwe (8 provinces à proprement parler et 2 villes ayant rang de province).

## Gouverneurs et maires
| Province                   | Statut     | Nom                | Depuis (le)     |
| -------------------------- | ---------- | ------------------ | --------------- |
| Bulawayo (ville)           | Maire      | David Coltard      | Septembre 2023  |
| Harare (ville)             | Maire      | Lovejoy Chitengu   | Septembre 2023  |
| Manicaland                 | Gouverneur | Chris Mushowe      | 2008/2010       |
| Mashonaland-Central        | Gouverneur | Martin Dinha       | 13 février 2009 |
| Mashonaland-Occidental     | Gouverneur | Faber Chidarikire  | 13 février 2009 |
| Mashonaland-Oriental       | Gouverneur | Aeneas Chigwedere  | 25 août 2008    |
| Masvingo                   | Gouverneur | Titus Maluleke     | 2008/2010       |
| Matabeleland-Méridional    | Gouverneur | Angeline Masuku    | 2008            |
| Matabeleland-Septentrional | Gouverneur | Thokozile Mathuthu | 2008/2010       |
| Midlands                   | Gouverneur | Jaison Machaya     | 2008/2009       |